# Студія 54

Логотип клубу, розроблений Гілбертом Лессером

Ця стаття присвячена нью-йоркському клубу. Для статті про однойменний фільм див. Студія 54 (фільм)
«Студія 54» (англ. Studio 54) — культовий нічний клуб і всесвітньо відома дискотека, що прославилася легендарними вечірками, жорстким фейс-контролем, безладними статевими зносинами і непомірним вживанням наркотиків.

## Легендарний клуб
Клуб «Студія 54» відкрився 26 квітня 1977 в Нью-Йорку в будівлі колишнього театру на перетині 54-ї вулиці Мангеттену та Бродвею. Будівля була побудована у 1927 році й до 1943 року використовувалося як театр, після чого перейшла у володіння телерадіомовної компанії Columbia Broadcasting Co. (CBS). Будівлю було переобладнано в телестудію й отримано назву «Студія 52», оскільки стало 52-ю за рахунком студією компанії.
Стів Рубелла і Ян Шрагер, які до цього займалися ресторанним і трохи клубним бізнесом, задумали перетворити студію в нічний клуб. Грошима для здійснення планів їх забезпечив Джек Душі, який запросив за допомогу 50 % прибутку. Ремонт будівлі зайняв близько року і коштував новим власникам близько 700 000 доларів. У данину історії новий клуб отримав назву «Студія 54» за назвою вулиці та минулої назви телестудії.
Для організації відкриття клубу була найнята Кармен Д'Алессіо, завдання якої полягало в запрошенні «правильних» людей. На найпершу вечірку, куди були запрошені 5000 осіб, прийшла величезна кількість гостей, багато з запрошених так і не змогли потрапити всередину. З самого початку «Студія» відрізнялася жорстким фейс-контролем, потрапити сюди могли далеко не всі охочі, навіть знаменитостей часом не пускали в клуб. Багато в чому завдяки такій політиці клуб і став знаменитим — дефіцит народжує попит. Один із власників, Стів Рубелла, особисто відбирав публіку, якій дозволялося пройти в клуб; всі інші були готові піти на все, щоб потрапити в «Студію 54» — пропонували хабаря, роздягалися догола, намагалися пробратися всередину через вентиляційні шахти. Іноді клуб залишався напівпорожнім, хоча зовні юрмилися сотні охочих.
Досить велика частина інтер'єру збереглася з давніх часів, коли в будівлі розташовувався театр: балкончики, де розміщувалися столики для гостей і де зазвичай займалися статевими зносинами, підмостки і сцена створювали театральну атмосферу. Крім того, декорації змінювалися до кожної вечірки. По периметру танцмайданчика були розставлені обтягнуті срібною тканиною дивани, бар був інкрустований діамантами. Танцмайданчик був прикрашений анімованою картиною Man in the Moon із кокаїновою ложкою, зі стелі розпорошували кокаїн. Клуб був оснащений найкращою на той час апаратурою. На третьому поверсі знаходилася «Гумова кімната» зі шматками каучуку на стінах. Тут також займалися статевими зносинами і вживали наркотики. У підвалі розташувалася кімната для VIP-гостей.
Наприкінці 1970-х у Нью-Йорку панували вільні звичаї — ВІЛ був виявлений декількома роками пізніше, а вживання наркотиків було звичайним явищем. У «Студії» можна було безкарно вживати наркотики й займатися сексом із ким завгодно, тому клуб став місцем проживання тих, чий стиль життя являв собою нескінченні вечірки. Публіка складалася не тільки зі знаменитостей, а й із найпростіших людей. Постійними відвідувачами були Лайза Міннеллі і Енді Воргол, а також Елізабет Тейлор, Мік Джаггер із колишньою дружиною Б'янкой, Даяна Росс, Майкл Джексон, Арнольд Шварценеггер, Сильвестр Сталлоне, Джон Траволта, Кельвін Кляйн, Рудольф Нурієв, Михайло Баришніков, Джіа Каранджі та багато інших.
14 грудня 1978 в «Студію 54» увірвалися агенти американської податкової служби. Вони виявили в клубі кокаїн і велику кількість пачок із купюрами, які становили незадекларований прибуток. Щоденний дохід був оцінений у 70 000 доларів, що означало приховування податків на суму 2500000 доларів за рік. Власники були арештовані і засуджені до 3,5 років ув'язнення, з яких провели лише 13 місяців у в'язниці. На прощальну вечірку 4 лютого 1980 прийшли серед інших гостей Річард Гір, Джіа Каранджі і Сільвестр Сталлоне (саме він, за легендою, купив останній алкогольний напій). Лайза Мінеллі заспівала свій хіт «New York, New York».
Новими власниками стали Майк Флечмен, Кармен д'Алессіо і Майкл Оверінгтон, які найняли Рубелла і Шрагер після їх виходу на свободу як консультантів. Мода на диско закінчилася, можливість зараження СНІДом робила випадкові сексуальні зв'язки небезпечними. Клуб втратив колишнє значення і був остаточно закритий у 1986 році.

## Нова ера
Після закриття клубу в Нью-Йорку, нова «Студія 54» влаштувалася в 1995 році в Ем-Джі-Ем Гранд у Лас-Вегасі. Зараз клуб закрився [Архівовано 6 жовтня 2012 у Wayback Machine.] і на новому місці — у зв'язку з реновацією всього розважального комплексу Ем-Джі-Ем Гранд. Стару нью-йоркську будівлю знову стали використовувати як театр, в тому числі з 1998 року для нового інсценування мюзиклу «Кабаре» Сема Мендеса.
У 1998 році Марком Крістофером був знятий однойменний фільм «Студія 54» з Раяном Філліппом у головній ролі. Фільм оповідає про молоду людину, яка завдяки своїй роботі барменом в «Студії» добився небувалої слави і успіху.